# Moutier-Malcard
Pour les articles homonymes, voir Moutier (homonymie).
Moutier-Malcard est une commune française située dans le département de la Creuse en région Nouvelle-Aquitaine.

## Géographie

### Communes limitrophes
|          | Nouziers        |             |
| Mortroux | Moutier-Malcard | La Cellette |
| Malval   | Bonnat          | Genouillac  |

### Hydrographie
La commune est limitée au sud par la Petite Creuse dans laquelle se jettent le ruisseau de Bois-Lamy (ou ruisseau du Geai) et le ruisseau de Chambon (ou ruisseau des Forges). C'est un affluent de la Grande Creuse, donc un sous-affluent de la Loire par la Vienne.

### Climat
Pour des articles plus généraux, voir Climat de la Nouvelle-Aquitaine et Climat de la Creuse.
Historiquement, la commune est dans une zone de transition entre le climat océanique limousin et le climat montagnard.  
En 2020, Météo-France publie une typologie des climats de la France métropolitaine dans laquelle la commune est dans une zone de transition entre le climat océanique altéré et le climat de montagne et est dans la région climatique  Ouest et nord-ouest du Massif Central, caractérisée par une pluviométrie annuelle de 900 à 1 500 mm, maximale en automne et en hiver.
Pour la période 1971-2000, la température annuelle moyenne est de 10,7 °C, avec  une amplitude thermique annuelle de 15,3 °C. Le cumul annuel moyen de précipitations est de 891 mm, avec 12,5 jours de précipitations en janvier et 7,6 jours en juillet. Pour la période 1991-2020, la température moyenne annuelle observée sur la station météorologique la plus proche, située sur la commune de Genouillac à 5,89 km à vol d'oiseau, est de 0,0 °C et le cumul annuel moyen de précipitations est de 0,0 mm,. Pour l'avenir, les paramètres climatiques de la commune estimés pour 2050 selon différents scénarios d’émission de gaz à effet de serre sont consultables sur un site dédié publié par Météo-France en novembre 2022.

## Urbanisme

### Typologie
Au 1er janvier 2024, Moutier-Malcard est catégorisée commune rurale à habitat très dispersé, selon la nouvelle grille communale de densité à 7 niveaux définie par l'Insee en 2022.
Elle est située hors unité urbaine et hors attraction des villes,.

### Occupation des sols
L'occupation des sols de la commune, telle qu'elle ressort de la base de données européenne d’occupation biophysique des sols Corine Land Cover (CLC), est marquée par l'importance des territoires agricoles (90,6 % en 2018), une proportion identique à celle de 1990 (90,6 %). La répartition détaillée en 2018 est la suivante : 
zones agricoles hétérogènes (46,7 %), prairies (43,8 %), forêts (8,4 %), zones urbanisées (1,1 %). L'évolution de l’occupation des sols de la commune et de ses infrastructures peut être observée sur les différentes représentations cartographiques du territoire : la carte de Cassini (XVIIIe siècle), la carte d'état-major (1820-1866) et les cartes ou photos aériennes de l'IGN pour la période actuelle (1950 à aujourd'hui).

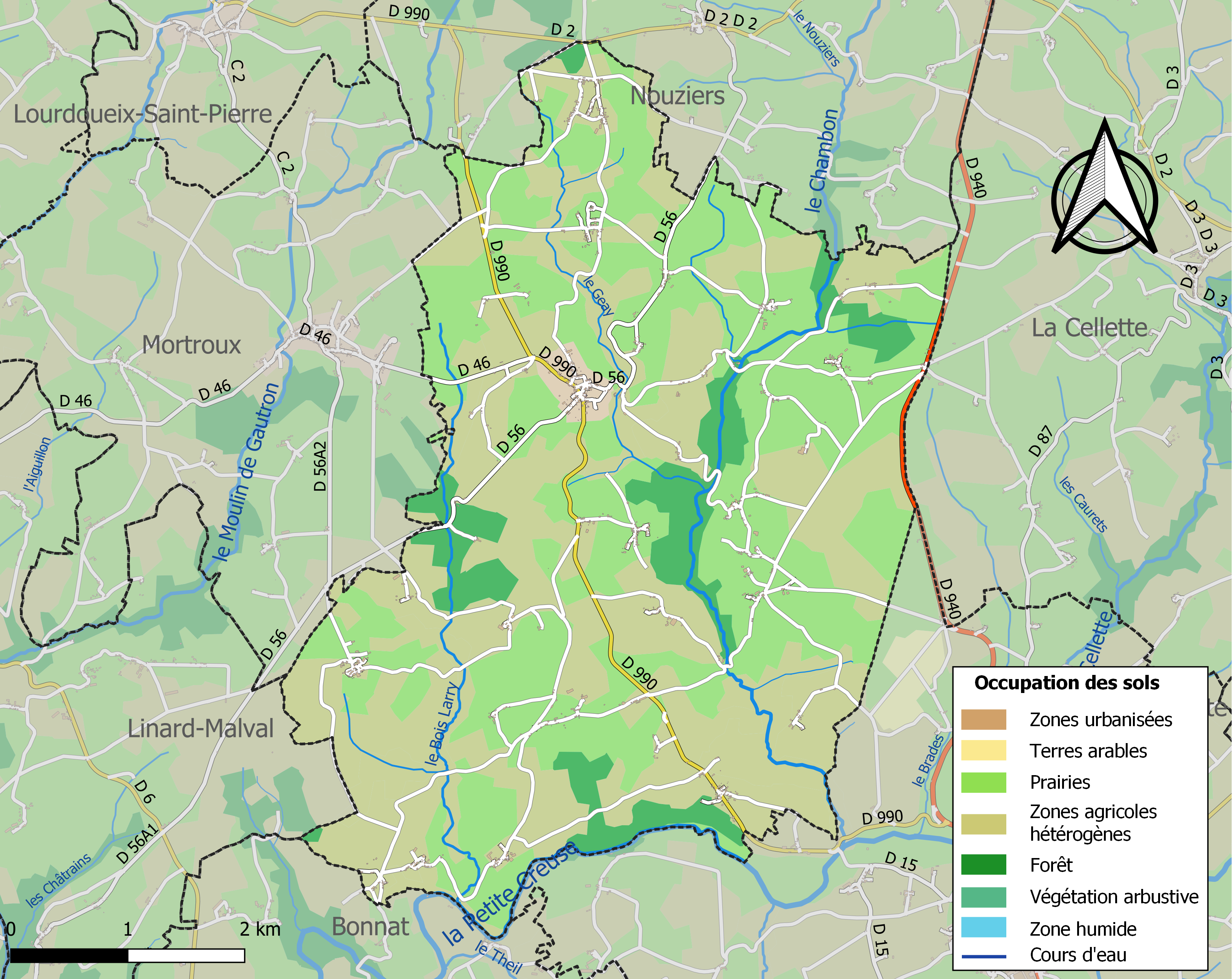
Carte des infrastructures et de l'occupation des sols de la commune en 2018 (CLC).

### Risques majeurs
Le territoire de la commune de Moutier-Malcard est vulnérable à différents aléas naturels : météorologiques (tempête, orage, neige, grand froid, canicule ou sécheresse), inondations et séisme (sismicité faible). Il est également exposé à un risque particulier : le risque de radon. Un site publié par le BRGM permet d'évaluer simplement et rapidement les risques d'un bien localisé soit par son adresse soit par le numéro de sa parcelle.

#### Risques naturels
Certaines parties du territoire communal sont susceptibles d’être affectées par le risque d’inondation par débordement de cours d'eau, notamment la Petite Creuse et le Chambon. La commune a été reconnue en état de catastrophe naturelle au titre des dommages causés par les inondations et coulées de boue survenues en 1982 et 1999,.

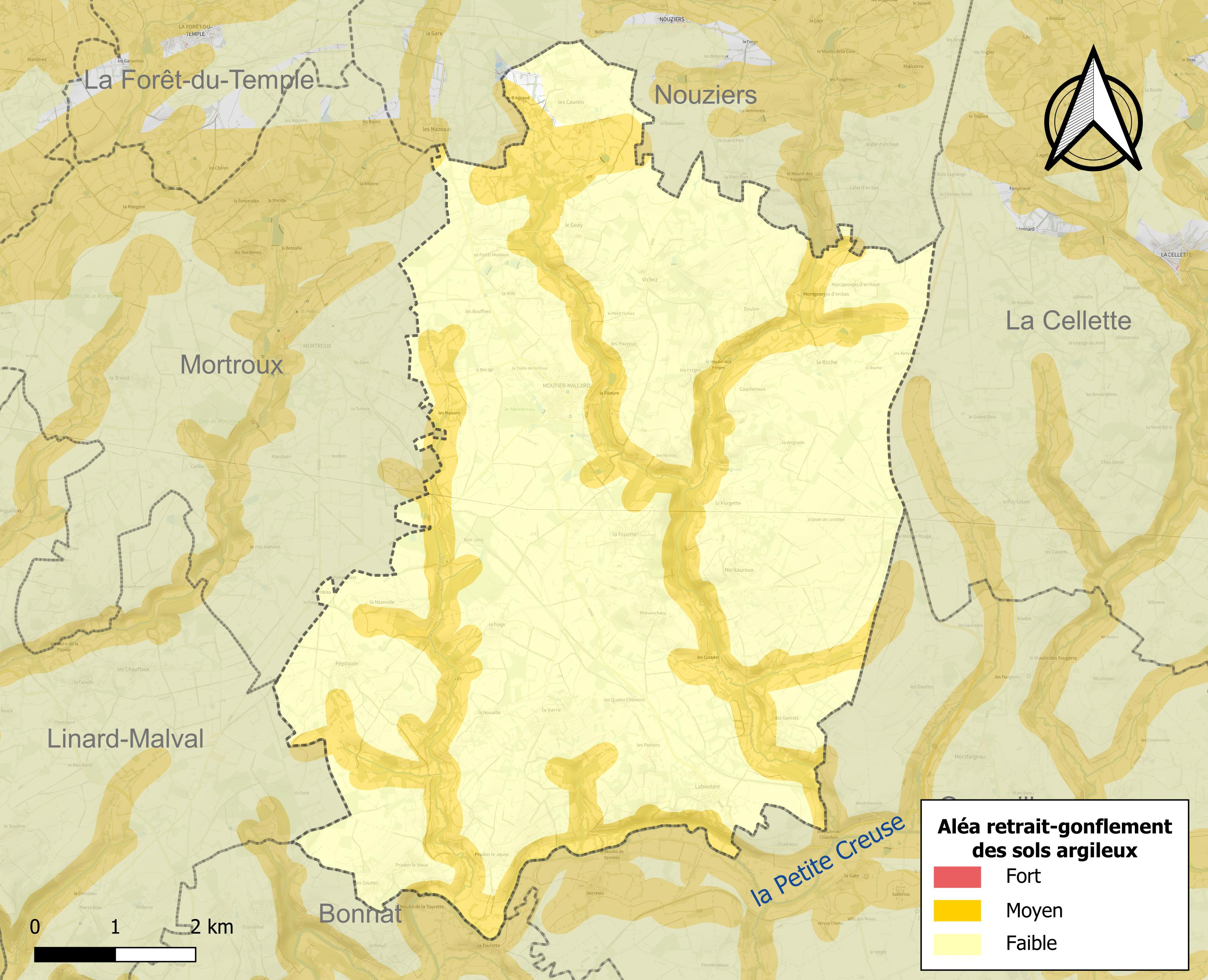
Carte des zones d'aléa retrait-gonflement des sols argileux de Moutier-Malcard.

Le retrait-gonflement des sols argileux est susceptible d'engendrer des dommages importants aux bâtiments en cas d’alternance de périodes de sécheresse et de pluie. 27,1 % de la superficie communale est en aléa moyen ou fort (33,6 % au niveau départemental et 48,5 % au niveau national). Sur les 457 bâtiments dénombrés sur la commune en 2019, 30 sont en aléa moyen ou fort, soit 7 %, à comparer aux 25 % au niveau départemental et 54 % au niveau national. Une cartographie de l'exposition du territoire national au retrait gonflement des sols argileux est disponible sur le site du BRGM,.
Par ailleurs, afin de mieux appréhender le risque d’affaissement de terrain, l'inventaire national des cavités souterraines permet de localiser celles situées sur la commune.
Concernant les mouvements de terrains, la commune a été reconnue en état de catastrophe naturelle au titre des dommages causés par la sécheresse en 2019 et par des mouvements de terrain en 1999.

#### Risque particulier
Dans plusieurs parties du territoire national, le radon, accumulé dans certains logements ou autres locaux, peut constituer une source significative d’exposition de la population aux rayonnements ionisants. Certaines communes du département sont concernées par le risque radon à un niveau plus ou moins élevé. Selon la classification de 2018, la commune de Moutier-Malcard est classée en zone 2, à savoir zone à potentiel radon faible mais sur lesquelles des facteurs géologiques particuliers peuvent faciliter le transfert du radon vers les bâtiments.

## Histoire

Moutier-Malcard au tout début du XXe siècle
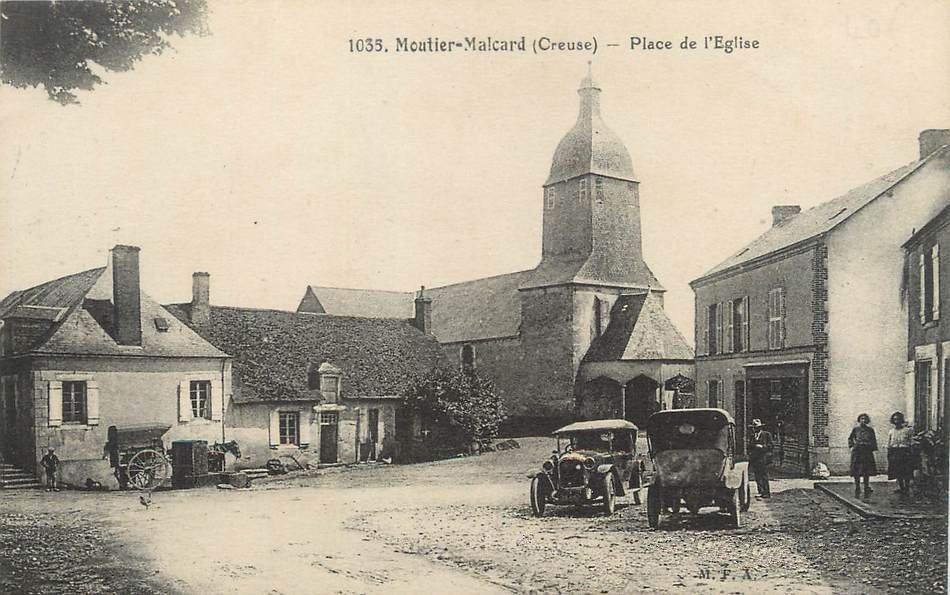
Place de l'église
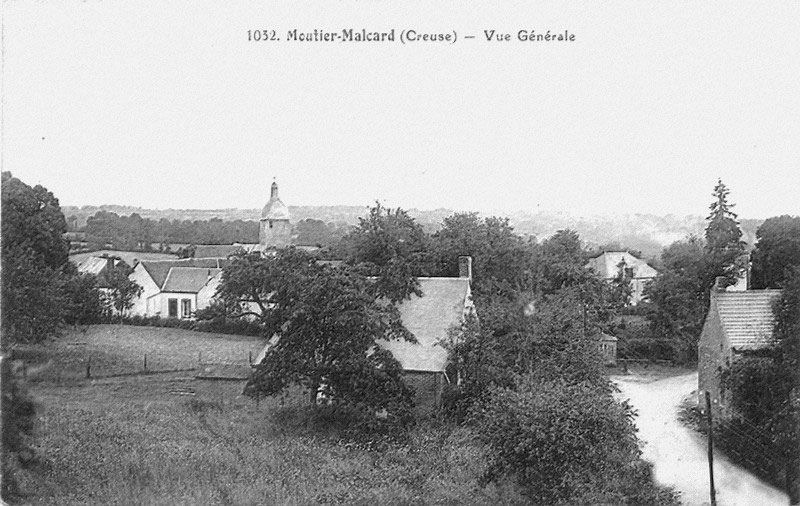
Vue générale
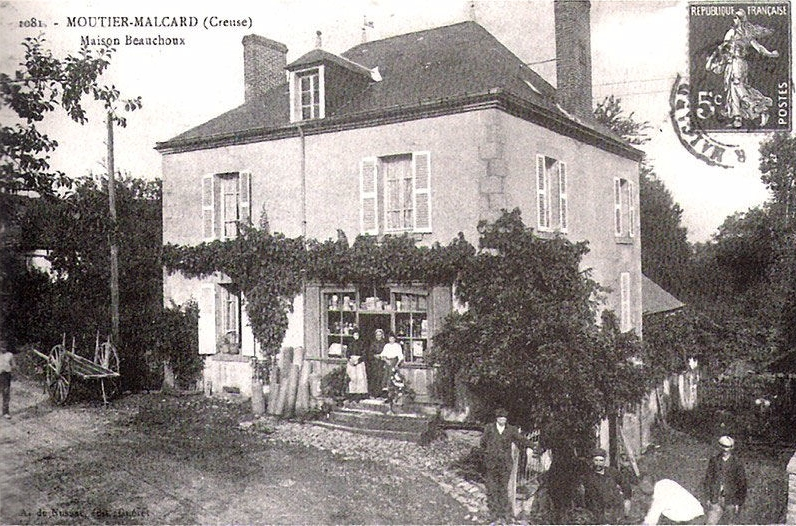
La maison Beauchoux

## Politique et administration
| Période                                  | Période                       | Identité           | Étiquette | Qualité                          |
| ---------------------------------------- | ----------------------------- | ------------------ | --------- | -------------------------------- |
| Les données manquantes sont à compléter. |                               |                    |           |                                  |
| mars 2001                                | avril 2014                    | Jean-Marie Moutard |           |                                  |
| avril 2014                               | En cours (au 2 décembre 2020) | Pierre Guyot       | SE        | éducateur technique spécialisé , |

## Poputation et société

### Démographie
L'évolution du nombre d'habitants est connue à travers les recensements de la population effectués dans la commune depuis 1793. Pour les communes de moins de 10 000 habitants, une enquête de recensement portant sur toute la population est réalisée tous les cinq ans, les populations de référence des années intermédiaires étant quant à elles estimées par interpolation ou extrapolation. Pour la commune, le premier recensement exhaustif entrant dans le cadre du nouveau dispositif a été réalisé en 2008.

En 2022, la commune comptait 558 habitants, en évolution de +5,88 % par rapport à 2016 (Creuse : −3,32 %, France hors Mayotte : +2,11 %).
| 1793  | 1800  | 1806  | 1821  | 1831  | 1836  | 1841  | 1846  | 1851  |
| ----- | ----- | ----- | ----- | ----- | ----- | ----- | ----- | ----- |
| 1 625 | 1 325 | 1 271 | 1 614 | 1 797 | 1 959 | 1 922 | 1 926 | 1 982 |

| 1856  | 1861  | 1866  | 1872  | 1876  | 1881  | 1886  | 1891  | 1896  |
| ----- | ----- | ----- | ----- | ----- | ----- | ----- | ----- | ----- |
| 1 877 | 1 851 | 1 868 | 1 836 | 1 826 | 1 840 | 1 833 | 1 791 | 1 700 |

| 1901  | 1906  | 1911  | 1921  | 1926  | 1931  | 1936  | 1946  | 1954  |
| ----- | ----- | ----- | ----- | ----- | ----- | ----- | ----- | ----- |
| 1 685 | 1 636 | 1 614 | 1 515 | 1 507 | 1 504 | 1 281 | 1 126 | 1 093 |

| 1962 | 1968 | 1975 | 1982 | 1990 | 1999 | 2006 | 2008 | 2013 |
| ---- | ---- | ---- | ---- | ---- | ---- | ---- | ---- | ---- |
| 994  | 865  | 747  | 678  | 573  | 514  | 537  | 543  | 531  |

| 2018 | 2022 | - | - | - | - | - | - | - |
| ---- | ---- | - | - | - | - | - | - | - |
| 544  | 558  | - | - | - | - | - | - | - |

### Manifestations culturelles et festivités
Le marché de printemps, organisé par le club de gymnastique et avec la participation de nombreux bénévoles, dont la 10e édition a eu lieu en mai 2019.

## Culture locale et patrimoine

### Lieux et monuments
- Donjon de l'ancien château de Bois-Lamy (propriété privée), qui appartint jadis à la famille de Blanchefort.
- Église de l'Ordination-de-Saint-Martin de Moutier-Malcard

### Personnalités liées à la commune
- Guy de Blanchefort, né à Bois-Lamy, commune de Moutier-Malcard après 1446, mort en mer Méditerranée en  1513, fut grand maître des Hospitaliers de l'Ordre de Saint-Jean de Jérusalem (1512-1513). C'est au grand prieuré de Bourganeuf, où il séjourne en 1512, qu'il apprend que le chapitre de l'Ordre, réuni à Rhodes, l'a élu grand maître en remplacement d'Emery d'Amboise, qui lui-même avait succédé à Pierre d'Aubusson. Blanchefort meurt durant son voyage vers Rhodes en 1513.